# Casa de Nariño
La Casa de Nariño (chiamato precedentemente Palacio de la Carrera), è un palazzo situato nel centro storico di Bogotà, residenza ufficiale del Presidente della Colombia. 

## Storia
Il palazzo fu inaugurato il 20 luglio 1908 e intitolato a Antonio Nariño. Il progetto fu realizzato dagli architetti Gastón Lelarge e Julián Lombana.